# فرانسيس كرين
فرانسيس كرين (بالإنجليزية: Frances Crane)‏ (27 أكتوبر 1890، لورينسيفيل في الولايات المتحدة - 6 نوفمبر 1981، ألباكركي في الولايات المتحدة)؛ صحفية وروائية أمريكية.